# Spicodiaptomus chelospinus
Spicodiaptomus chelospinus is een eenoogkreeftjessoort uit de familie van de Diaptomidae. De wetenschappelijke naam van de soort is voor het eerst geldig gepubliceerd in 1973 door Rajendran.